# Stanisław Żurakowski
Stanisław Żurakowski (Wołomin, 24 luglio 1920 – Londra, 27 luglio 2023) è stato un militare e storico polacco.

## Biografia
Stanisław Żurakowski nacque da Stanisław Ludwik Żurakowski (1886-1940) e Maria Jastrzębska. I suoi fratelli erano Edmund, Anna (morta durante l'infanzia), Ludwik, Józef, Maria, Julia, Jadwiga (in Czok), e Antoni. Il padre era un ufficiale di riserva dell'esercito polacco e un funzionario del governo locale della Seconda Repubblica Polacca: dal 1928 era stato sindaco delle città di Włodzimierz Wołyński e Zdołbunów, mentre dal 1934 al 1939 lo fu della città di Ostrog: arrestato dai sovietici dopo lo scoppio della prima guerra mondiale, nel 1940 fu assassinato durante il massacro di Katyn. Nel 1940 i membri della sua famiglia furono deportati in Siberia e, una volta rilasciati, si unirono all'esercito del generale Anders.
Stanisław Żurakowski divenne un soldato del 2º corpo d'armata polacco nella struttura delle forze armate polacche in Occidente. Partecipò alla campagna d'Italia nel 1944 come cadetto del 16º Battaglione Fucilieri e prese parte alla Battaglia di Montecassino, durante la quale morirono due dei suoi fratelli.
Dopo la seconda guerra mondiale visse in esilio in Gran Bretagna. Era un impiegato onorario dell'Istituto Polacco e del Museo del Generale Sikorski di Londra. Fu autore di diverse pubblicazioni storiche tra cui le Lettere da Kozielsk del sindaco della città di Ostrog, pubblicato nel 1989.